# Moździerz laboratoryjny

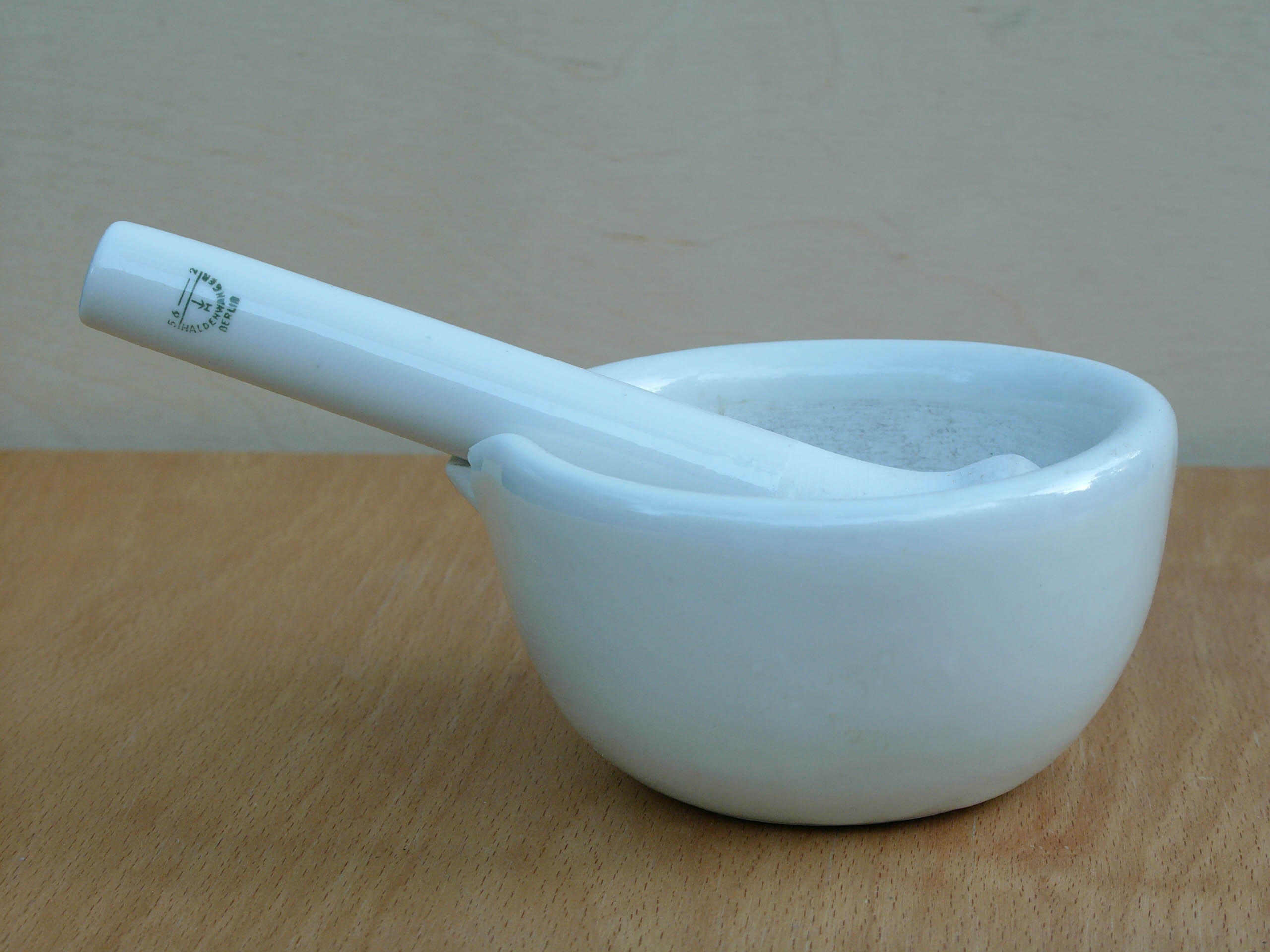
Moździerz z pistlem

Moździerz – naczynie z tłuczkiem (tzw. pistelem) do ręcznego rozdrabniania i ucierania różnorodnych substancji. Różne typy moździerzy są stosowane w różnych zastosowaniach, m.in. w wielu rozmaitych pracowniach i laboratoriach, ale także równie popularne są jako moździerze kuchenne.
Moździerz laboratoryjny to sprzęt laboratoryjny stosowany m.in. w laboratoriach chemicznych i farmaceutycznych oraz w aptekach. Najczęściej jest wykonany (zarówno naczynie, jak i tłuczek) z porcelany, kamienia (zazwyczaj agatu) lub metalu i ma kształt zazwyczaj wysokiej misy. Sprzęt taki służy do rozdrabniania substancji trudno rozpuszczalnych, lub też zbrylonych, gdy chcemy odważyć ich niewielką część, a także do substancji, które stwardniały np. w wyniku prażenia lub spiekania. Zasadniczo służy do rozdrabniania niewielkich ilości substancji, ale za to do precyzyjnego rozdrobnienia ich na miałki proszek, stąd część robocza tłuczka, jak i wewnętrzna powierzchnia misy są chropowate tj. nie pokryte szkliwem, tak jak cała reszta moździerza. Ponadto, oprócz rozdrabniania substancji twardych, w preparatyce laboratoryjnej moździerz taki może służyć również do miażdżenia miękkich części materii organicznej.